# Oxytate jannonei
Oxytate jannonei là một loài nhện trong họ Thomisidae.
Loài này thuộc chi Oxytate. Oxytate jannonei được Lodovico di Caporiacco miêu tả năm 1940.